# Someday (Sugar Ray)
Someday è un singolo del gruppo musicale statunitense Sugar Ray, pubblicato il 7 settembre 1999 come secondo estratto dall'album 14:59.

## Tracce
CD Maxi
1. Someday (Album version) – 4:02
2. Someday (Live Acoustic) – 3:42
3. Every Morning (Live Acoustic) – 3:16

## Classifiche
| Classifica (1999) | Posizione massima |
| ----------------- | ----------------- |
| Germania          | 87                |
| Nuova Zelanda     | 25                |
| Regno Unito       | 88                |
| Stati Uniti       | 7                 |